# Hugo Hartung (Schriftsteller)
Hugo Andreas Hartung (* 17. September 1902 in Netzschkau; † 2. Mai 1972 in München) war ein deutscher Schriftsteller, Hörspielautor und gelegentlicher Drehbuchautor. Er schrieb auch unter den Pseudonymen N. Dymion und Andreas Grüner. Sein bekanntestes Werk ist der Roman Ich denke oft an Piroschka, der auch verfilmt wurde.

## Leben
Hugo Hartung, im Vogtland geborener Sohn einer österreichischen Mutter, studierte ab 1922 in Leipzig, Wien und München Theaterwissenschaften, Kunst- und Literaturgeschichte. 1928 wurde er zum Dr. phil. promoviert. Anschließend arbeitete er zunächst als Schauspieler an der Landesbühne in München. In München lernte er auch Joachim Ringelnatz kennen. Ab 1931 war Hartung als freier Schriftsteller erfolgreicher Mitarbeiter angesehener Zeitschriften, unter anderem für den Simplicissimus, und schrieb ab 1933 Hörspiele für den Bayerischen Rundfunk.
1936 ging er als Chefdramaturg nach Oldenburg, nachdem er mit Schreibverbot belegt worden war. Am 23. August 1937 beantragte Hartung die Aufnahme in die NSDAP und wurde rückwirkend zum 1. Mai desselben Jahres aufgenommen (Mitgliedsnummer 4.674.468). Ab 1940 arbeitete er als Dramaturg in Breslau. 1945 musste er als einfacher Soldat an den Kämpfen um die Stadt teilnehmen und schuf aus seinen Erlebnissen später die Novelle Die große belmontische Musik und den dokumentarischen Roman Der Himmel war unten.
Nach dem Zweiten Weltkrieg lebte Hartung bis 1947 in Neustadt an der Orla (Thüringen) und wurde, um seine Entnazifizierung zu beschleunigen, Mitglied der Liberal-Demokratischen Partei Deutschlands (LDP). Danach wohnte er  bis 1950 in Potsdam und anschließend in West-Berlin, wo er Mitglied der Akademie der Künste wurde. 1960 kam er nach München und widmete sich wieder verstärkt der Schriftstellerei. 
Sein Roman Ich denke oft an Piroschka wurde im Jahre 1955 verfilmt. Hugo Hartung wirkte bei der Erarbeitung des Drehbuches mit. Der Film entwickelte sich zum Kassenschlager. Die Hauptrollen wurden mit Liselotte Pulver und Gunnar Möller besetzt, die Regie führte Kurt Hoffmann. Nach der politischen Wende und der Abwendung vom Kommunismus (1990) in Ungarn begann sich auch die ungarische Öffentlichkeit für Hugo Hartung zu interessieren. Ihm wurde in Székkutas – dem Hódmezővásárhelykutasipuszta des Filmes – am 3. Oktober 2009 ein Denkmal errichtet. Im oberbayerischen Markt Schwaben ist eine Reihenhaussiedlung nach ihm benannt.

## Auszeichnungen
- 1956: Heinrich-Droste-Literaturpreis
- 1969: Eichendorff-Literaturpreis

## Bibliographie
- Friedrich Huchs epischer Stil (Dissertation, 1928)
- Das ist Herr Marinucci (Das leichte Glück) (Komödie; Musik B. Eichhorn, 1936)
- Die große belmontische Musik (Novelle, 1948; 2. Auflage u. d. T.: Der Deserteur oder Die große große belmontische Musik, 1951)
- Ewigkeit (Erzählung, 1948; veränderte Neuauflage u. d. T.: Stern unter Sternen, Roman, 1958)
- Ein Junitag (Erzählung, 1950)
- Die wundersame Nymphenreise (Bilder E. Eisgruber, 1951)
- Der Himmel war unten (Roman, 1951; 1965 m. d. Untertitel: Vom Kampf und Untergang Breslaus)
- Das Feigenblatt der schönen Denise und andere bedenkliche Geschichten (Erzählungen, 1952; 1957 u. d. T.: Das Feigenblatt der schönen Denise. 10 heitere Geschichten von Verliebten, Mönchen, Zahnärzten und Hellsehern; 1961 erweiterte Ausgabe m. d. Untertitel: 14 heitere […])
- Aber Anne hieß Marie (Roman, 1952)
- Gewiegt von Regen und Wind (Roman, 1954)
- Ich denke oft an Piroschka. Eine heitere Sommergeschichte (1954; 1955 verfilmt; später mit dem Untertitel: Ein heiterer Roman; Ausgabe 1973 zusammen mit: Wiedersehen mit Piroschka)
- Die Hofe des Paradieses (Novelle, 1955)
- Schlesien 1944/45. Aufzeichnungen und Tagebücher (1956)
- Wir Wunderkinder. Der dennoch heitere Roman unseres Lebens (1957), 1958 verfilmt
- Das sarmatische Mädchen – Die galiläische Rosalinde (Erzählung, 1959)
- Piroschka (Bühnenkomödie, uraufgeführt 1958)[8]
- Ein Prosit der Unsterblichkeit. Kein heiterer Roman (1960)
- Die goldenen Gnaden. Festtagsgeschichten (1960)
- Konig Bogumil König. Ein heiterer Roman (1961)
- Die Braut von Bregenz (8 Erzählungen, 1961)
- Timpe gegen alle. Ein Roman von kuriosen Alten und von junger Liebe (1962)
- Die glitzernde Marietta (Erzählung, 1962)
- O Tannenbaum. Heitere Weihnachten gefeiert mit Hugo Hartung und vielen anderen (1962)
- Die stillen Abenteuer. Begegnungen mit Menschen und Landschaften (1963)
- Von den Freuden und Nöten eines lesenden Autors (1964)
- Mit Dichtern reisen. Reise-Winke von Goethe bis Kafka (1964)
- Ihr Mann ist tot und lasst Sie grüßen … Ein Schelmenroman über Leben, Liebe und Taten des Feldwebels J. B. N. Schwärtlein (1965)
- Die glitzernde Marietta (Erzählungen, zusammengestellt von Leo M. Mazakarini, 1966)
- Unser kleiner Herr Stationsvorsteher. Ein Märchen aus der Welt der Spielzeugeisenbahnen (1967)
- Wiedersehen mit Piroschka (Reisebericht, 1967)
- Kindheit ist kein Kinderspiel (Roman, 1968; erweiterte Taschenbuchausgabe 1972)
- Keine Nachtigallen im Ölbaumwald (Erzählung, 1969)
- Deutschland, deine Schlesier. Rübezahls unruhige Kinder (1970)
- Mein Apfelbaum, mein Dackel und ich (1972)
- Wir Meisegeiers. Der Wunderkinder zweiter Teil (Roman, 1972)
- Der Witz der Schlesier, gesammelt und aufgezeichnet (1972)
- Das dritte Licht (Sammlung, 1974; enthält auch: Das silberne Schiff und Ich wurde Glocke und Musik)
- Die Potsdamerin (Roman, 1979)
- Das Toenchen. Eine vergnügliche Geschichte (Illustrationen von R. Stahle, 1985)

Übersetzung
- Harry Mortimer Batten: Wolfstern. Eine Geschichte von Wölfen und Menschen des Nordlandes (übersetzt mit Sigyn Hartung, 1948)

Werkausgabe
Gesamtausgabe in 8 Bänden. Herausgegeben von Sigyn Hartung. Schneekluth, München 1982.
- Band I: Der Himmel war unten – Der Deserteur oder Die große belmontische Musik
- Band II: Gewiegt von Regen und Wind – Schlesien 1944/45. Aufzeichnungen und Tagebücher
- Band III: Ein Prosit der Unsterblichkeit. Kein heiterer Roman – Stern unter Sternen
- Band IV: Wir Wunderkinder. Der dennoch heitere Roman unseres Lebens – Wir Meisegeiers
- Band V: Ich denke oft an Piroschka. Eine heitere Sommergeschichte – Wiedersehen mit Piroschka – Die Potsdamerin
- Band VI: Ihr Mann ist tot und lasst sie grüßen. Ein Schelmenroman über Leben, Liebe und Taten des Feldwebels J. B. N. Schwärtlein – König Bogumil König – Das Feigenblatt der schönen Denise und andere bedenkliche Geschichten
- Band VII: Aber Anne hieß Marie. Ein heiterer Roman – Die glitzernde Marietta
- Band VIII: Kindheit ist kein Kinderspiel. Erinnerungen – Die goldenen Gnaden – Die Braut von Bregenz – Keine Nachtigallen im Ölbaumwald